# Carrù
Carrù är en ort och kommun i provinsen Cuneo i regionen Piemonte i Italien. Kommunen hade 4 386 invånare (2018).